# 演劇宣言 The Show Begins!
『演劇宣言 The Show Begins!』（えんげきせんげん ザ・ショービギンズ）は、2025年4月4日からFM COCOLOで放送されているラジオ番組。ローソンチケット提供。

## 概要
2025年4月改編により開始されたラジオ番組。演劇情報専門番組として、注目作のキャスト・スタッフへのインタビューや話題の公演ピックアップなど、舞台の「今」を紹介するほか、ゲストを迎えてトークも行う。また、楽曲もオンエアされるが、当番組ではミュージカル楽曲については台詞入りのままでオンエアされることがある。
担当DJは、ラジオDJ初挑戦となる舞台制作会社ネルケプランニング代表取締役社長の野上祥子とFM COCOLOで長年DJを務める池田なみ子。

## 放送時間
- 金曜 21:00 - 22:00

## DJ
- 野上祥子（株式会社ネルケプランニング代表取締役）
- 池田なみ子